# پرچم‌های سفید (فیلم)
پرچم‌های سفید (انگلیسی: White Banners) فیلمی در ژانر درام به کارگردانی ادموند گولدینگ است که در سال ۱۹۳۸ منتشر شد.

## بازیگران
- کلود رینس
- فی بینتر
- جکی کوپر
- بونیتا گرانویل
- هنری اونیل
- کی جانسون
- جیمز استفنسون